# Vikingstad
58°22′51.020″N 15°25′50.308″Ø / 58.38083889°N 15.43064111°Ø
Vikingstad er en by i Linköpings kommune i Östergötlands län i Östergötland, Sverige. I 2010 havde byen 2.096 indbyggere. Vikingstad ligger ved Södra stambanan. I byen findes blandt andet benzinstation, butik, skole og en jernbanestation, hvor lokaltogene standser. Vikingstads kirke ligger 2-3 kilometer syd for byen.

## Andet
Vikingstad  er også navnet på en gård på Karmøy i Rogaland, Norge. 

## Eksterne kilder og henvisninger
1. ↑  Tätorter, arealer, befolkning Statistiska centralbyrån.

- Wikimedia Commons har flere filer relateret til Vikingstad